# Pteronarcys californica
Pteronarcys californica är en bäcksländeart som beskrevs av Newport 1848. Pteronarcys californica ingår i släktet Pteronarcys och familjen Pteronarcyidae. Inga underarter finns listade i Catalogue of Life.

## Bildgalleri

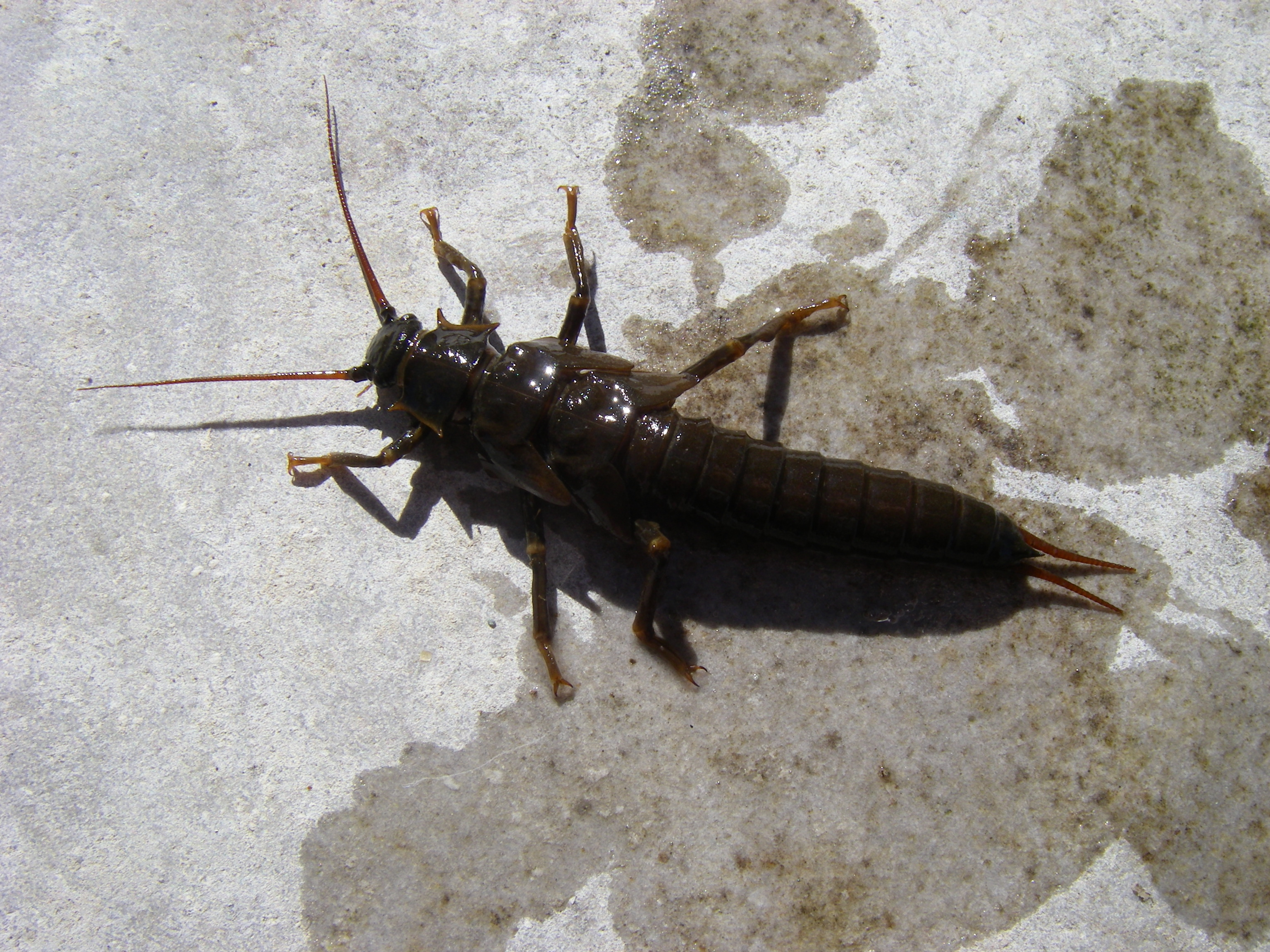
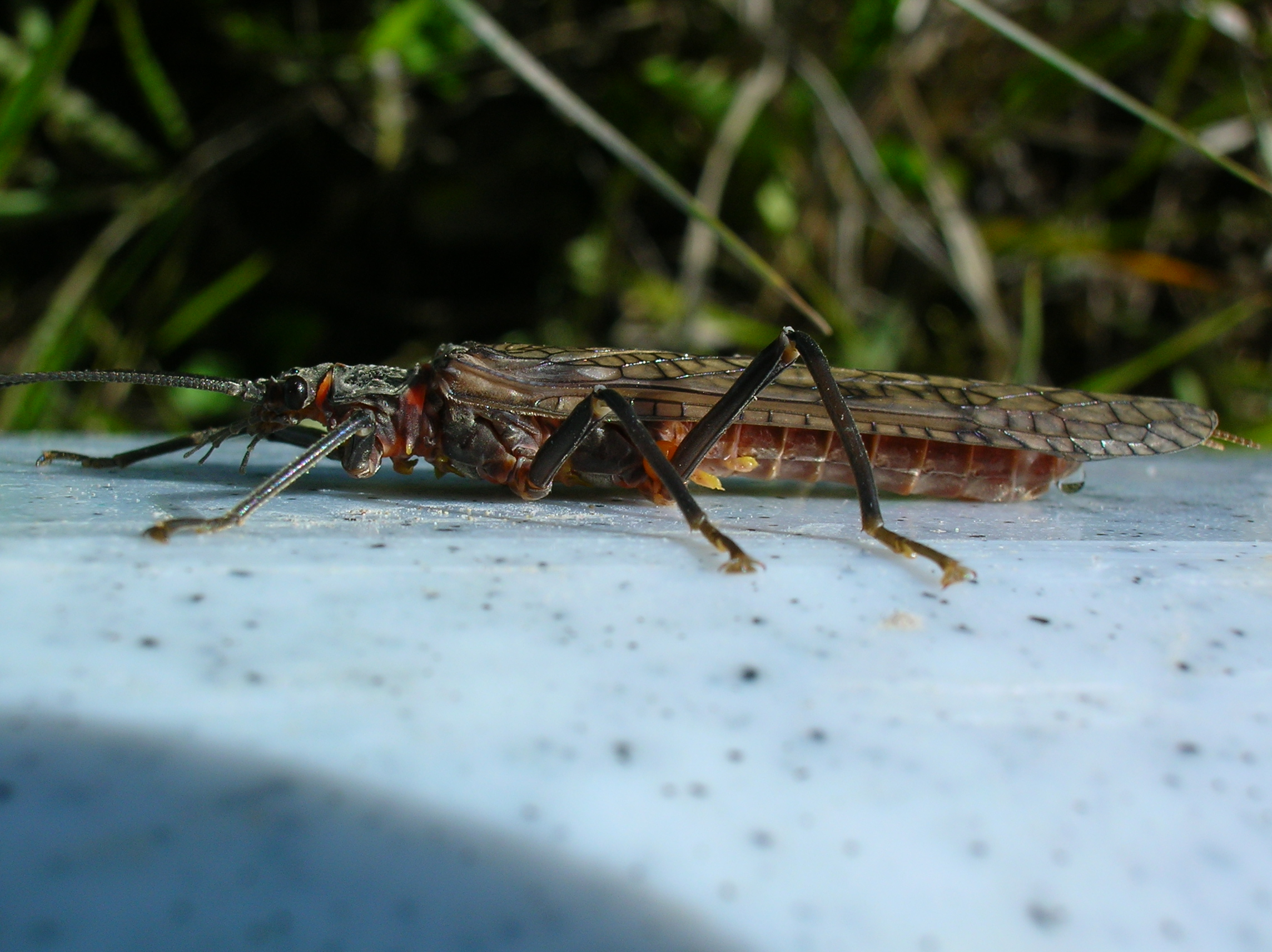
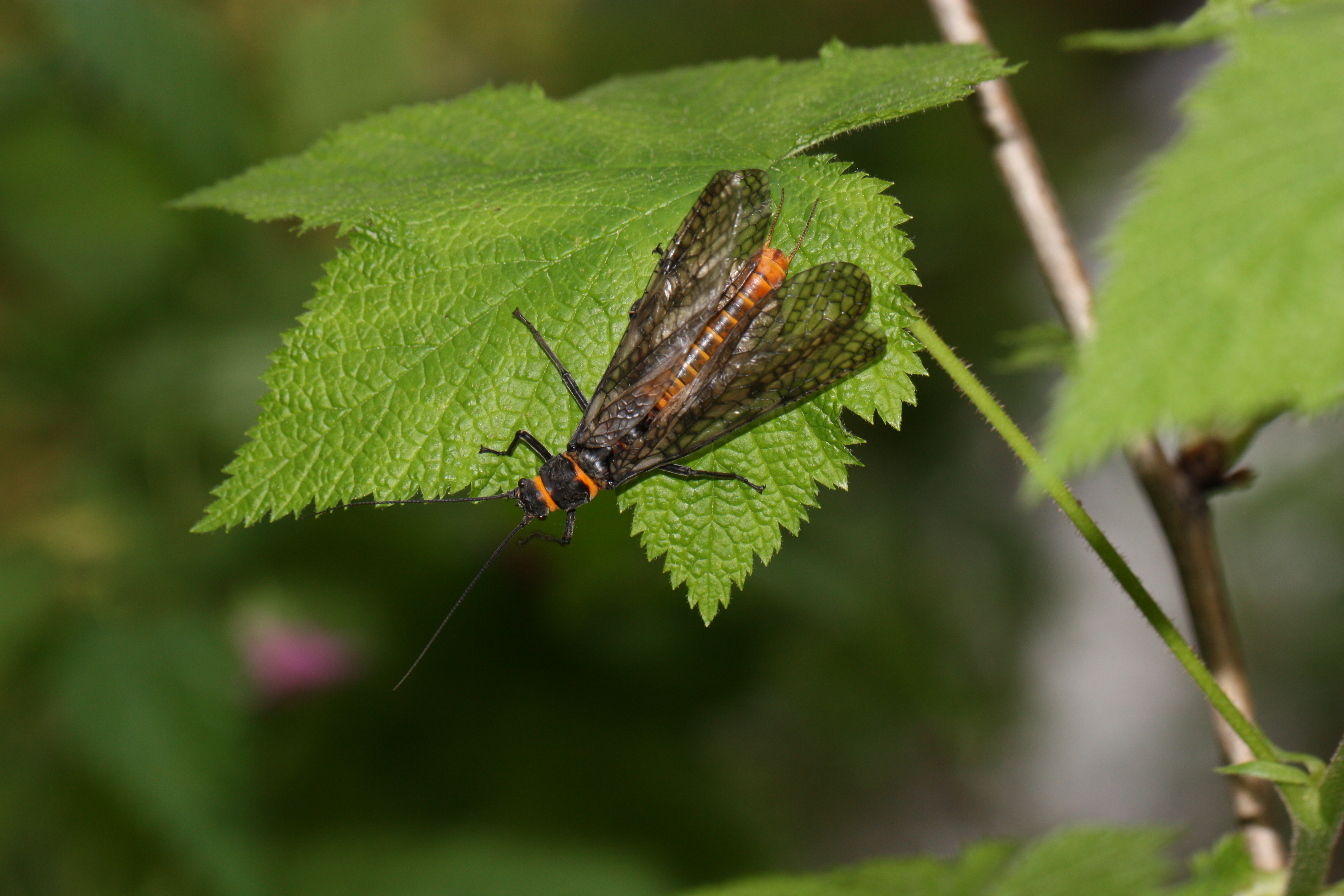